# Livingston megye (Missouri)
Livingston megye az Amerikai Egyesült Államokban, azon belül Missouri államban található. Megyeszékhelye és legnagyobb városa Chillicothe. Lakosainak száma 14 557 fő (2020. április 1.). Livingston megye Grundy, Carroll, Linn, Chariton, Caldwell és Daviess megyékkel határos.

## Népesség
A megye népességének változása:
| Lakosok száma | 15 136 | 15 103 | 15 037 | 14 871 | 15 028 | 14 557 |
|               | 2010   | 2011   | 2012   | 2013   | 2015   | 2020   |